# بخش وارد (منطقه هاکینگ، اوهایو)
بخش وارد (به انگلیسی: Ward Township) یک منطقهٔ مسکونی در ایالات متحده آمریکا است که در شهرستان هوکینگ، اوهایو واقع شده‌است.
 بخش وارد ۹۸٫۲۵ کیلومتر مربع مساحت و ۱٬۹۳۳ نفر جمعیت دارد و ۲۵۹ متر بالاتر از سطح دریا واقع شده‌است.